# A3 (autoestrada)
A A3 ou Autoestrada de Entre-Douro-e-Minho é a autoestrada portuguesa, que liga o Porto com Valença, continuando até à fronteira com a Espanha, ligando as sub-regiões Área Metropolitana do Porto, Ave, Cávado e Alto Minho, pertencendo à Região Norte, tendo uma extensão total de 112 km. 
A A3 é explorada à concessionária Brisa e passa pelos distritos do Porto, Braga e Viana do Castelo. É portajada, sendo que a extensão da A3 tem o custo de € 8,15 para um veículo de classe 1.
Concluída em 1998, é o eixo fundamental de ligação ao norte de Espanha e à Galiza, numa extensão de 112 km. A auto-estrada inicia-se na Via de Cintura Interna, em plena cidade do Porto e depois de deixar a A4, a nascente, em Águas Santas e Ermesinde, passando nas imediações dos pólos industriais e económicos da Maia e Alfena, cruza a região fértil de Santo Tirso, Trofa e Famalicão, aproximando-se da cidade dos Arcebispos. De Braga segue para a senhorial Ponte de Lima e aí inicia a magnífica travessia da Serra de Arga, rumo ao Vale do Minho, em Valença, onde se encontra com a Galiza.
Em Outubro de 2012 foi concluído o alargamento de 2 para 3 vias entre a praça de portagens da Maia e o nó de Trofa/Santo Tirso.
A A3 faz parte da estrada europeia E01, que prossegue até à cidade da Corunha.

## Cronologia dos troços
| Troço                          | Situação                | km   |
| ------------------------------ | ----------------------- | ---- |
| Porto - Maia                   | Em serviço (03/1989)    | 8,4  |
| Maia - Cruz                    | Em serviço (17/11/1989) | 26,8 |
| Cruz - Braga poente            | Em serviço (1994)       | 11,8 |
| Braga poente - Anais           | Em serviço (07/1997)    | 19,9 |
| Anais - Ponte de Lima          | Em serviço (11/1997)    | 10,1 |
| Ponte de Lima - Valença sul    | Em serviço (1998)       | 29,6 |
| Valença sul - Valença norte    | Em serviço (1994)       | 4,5  |
| Ponte Internacional de Valença | Em serviço (19/07/1993) | 1,0  |

## Capacidade

### Perfil
| Troço                       | Capacidade | Extensão |
| --------------------------- | ---------- | -------- |
| Porto - Maia                |            | 8 km     |
| Maia - Trofa/Santo Tirso    |            | 12 km    |
| Trofa/Santo Tirso - Valença |            | 92 km    |

### Trânsito[8]
| Troço                                         | Trânsito Médio Diário (TMD) em março de 2014 |
| --------------------------------------------- | -------------------------------------------- |
| Porto (VCI) - Circunvalação                   | 90.739                                       |
| Circunvalação - Águas Santas (A4)             | 112.575                                      |
| Águas Santas (A4) - Maia (A41 CREP)           | 58.064                                       |
| Maia (A41 CREP) - Trofa/Santo Tirso           | 44.759                                       |
| Trofa/Santo Tirso - Famalicão                 | 38.278                                       |
| Famalicão - Cruz                              | 18.646                                       |
| Cruz - Braga Sul (IP9)                        | 16.021                                       |
| Braga Sul (IP9) - Braga Poente (A11)          | 6.375                                        |
| Braga Poente (A11) - N201                     | 5.808                                        |
| N201 - Ponte de Lima Sul                      | 6.589                                        |
| Ponte de Lima Sul - Ponte de Lima Norte (IP9) | 8.956                                        |
| Ponte de Lima Norte (IP9) - N303              | 5.200                                        |
| N303 - Valença Sul                            | 5.058                                        |

## Saídas

### Porto – Valença do Minho
| Número da Saída                                  | km  | Nome da Saída                                                               | Estrada que liga           |
| ------------------------------------------------ | --- | --------------------------------------------------------------------------- | -------------------------- |
| \| 1                                             | 0   | Porto (Antas) / Gaia / Lisboa Porto (Boavista)                              | A 20 CRIP ( IP 1 / IC 23 ) |
| 2                                                | 1   | Gondomar Matosinhos                                                         | N 12 (circunvalação)       |
| 3                                                | 3   | Matosinhos / aeroporto Vila Real / Ermesinde                                | A 4                        |
| 4                                                | 8   | Maia / aeroporto Alfena / Paços de Ferreira                                 | A 41                       |
| Praça de Portagem da Maia (km 9)                 |     |                                                                             |                            |
| 5                                                | 21  | Trofa Santo Tirso                                                           | N 104                      |
| 6                                                | 25  | Famalicão / Vila do Conde Guimarães                                         | A 7                        |
| 7                                                | 35  | Cruz                                                                        | N 14                       |
| 8                                                | 42  | Braga (sul) Guimarães                                                       | A 11                       |
| 9                                                | 46  | Braga (oeste) / Barcelos / Esposende Martim / Cabreiros                     | A 11 N 103                 |
| 10                                               | 66  | Anais Vila Verde                                                            | N 201                      |
| 11                                               | 76  | Ponte de Lima                                                               | N 203                      |
| 12                                               | 77  | Viana do Castelo Ponte da Barca / Arcos de Valdevez                         | A 27 IC 28                 |
| 13                                               | 98  | Paredes de Coura Vila Nova de Cerveira                                      | N 303                      |
| Praça de Portagem de São Pedro da Torre (km 105) |     |                                                                             |                            |
| 14                                               | 106 | Valença (sul) Cristelo Covo / Arão / Cerdal Vila Nova de Cerveira / Caminha | N 13                       |
| 15                                               | 111 | Valença (centro) Monção Melgaço                                             | N 101                      |
|                                                  | 112 | Fronteira                                                                   |                            |
|                                                  | 112 | ESPANHA                                                                     | A-55                       |

## Áreas de serviço
- Área de Serviço Coronado/Trofa (km 10)
- Área de Serviço de Barcelos (km 56)